# Большая Галка
Больша́я Га́лка — село в Бакчарском районе Томской области, Россия. Входит в состав Бакчарского сельского поселения.

## География
Село расположено на берегу реки Галка, примерно в 10 км южнее Бакчара и трассы Р399. Имеет 5 улиц: Береговая, Молодёжная, Новая, Парковая, Центральная. В 2-4 км к западу от села ранее располагался посёлок спецпереселенцев Луговое. Возле села находится особо охраняемая природная территория «Галкинский реликтовый ельник» площадью 43,3 га.

## Население
| 2002 | 2010 | 2012 | 2013 | 2014 | 2015 | 2021 |
| ---- | ---- | ---- | ---- | ---- | ---- | ---- |
| 685  | ↘663 | ↘647 | ↘642 | ↗643 | ↘637 | ↘485 |

## Местное самоуправление
Глава поселения — Евгений Иванович Махнев.

## Социальная сфера и экономика
В деревне работают Большегалкинская средняя общеобразовательная школа, библиотека и фельдшерско-акушерский пункт.
Действуют несколько частных предпринимателей, работающих в сфере сельского хозяйства и розничной торговли.